# انتخابات الرئاسة الكولومبية 1878
انتخابات الرئاسة الكولومبية 1878 هي الانتخابات الرئاسية التي جرت في 1878، في كولومبيا، فاز بالانتخابات خوليان تروخييو لارجاتشا.